# Nordic Ski Center
|  | Head station |

|  | Unknown BSicon "hKRZWae" |

|  | Non-passenger station/depot on track |

|  | Stop on track |

|  | Unknown BSicon "STR+l" | Unknown BSicon "ABZgr" |  |

|  | Straight track | Stop on track |  |

|  | Straight track | Junction both to and from left | Unknown BSicon "STR+r" |

|  | Straight track | Stop on track | Unknown BSicon "SKRZ-Ao" |

|  | Straight track | Unknown BSicon "SKRZ-Ao" | Non-passenger station/depot on track |

|  | Straight track | One way leftward | Unknown BSicon "ABZg+r" |

|  | Straight track |  | Station on track |

|  | Straight track |  | Unknown BSicon "SKRZ-Ao" |

|  | Straight track |  | Non-passenger station/depot on track |

|  | Unknown BSicon "ABZg+l" | Station on transverse track | Unknown BSicon "ABZgr" |

|  | Straight track |  | Small arched bridge over water |

|  | Stop on track |  | Small arched bridge over water |

|  | Unknown BSicon "ABZl+l" | Stop on transverse track | Junction both to and from right |

|  | Non-passenger station/depot on track |  | Unknown BSicon "SKRZ-Ao" |

|  | Unknown BSicon "SKRZ-Ao" |  | Non-passenger station/depot on track |

|  | Stop on track | Unknown BSicon "exSTR+r" | Unknown BSicon "exSKRZ-Mo" |

|  | Unknown BSicon "SKRZ-Au" | Unknown BSicon "exSTR" | Unknown BSicon "exKBHFe" |

|  | Straight track | Unknown BSicon "exWBRÜCKE2" |  |

|  | End station | Unknown BSicon "exSTRr" |  |

|  | Head station |

|  | Unknown BSicon "hKRZWae" |

|  | Non-passenger station/depot on track |

|  | Stop on track |

|  | Unknown BSicon "STR+l" | Unknown BSicon "ABZgr" |  |

|  | Straight track | Stop on track |  |

|  | Straight track | Junction both to and from left | Unknown BSicon "STR+r" |

|  | Straight track | Stop on track | Unknown BSicon "SKRZ-Ao" |

|  | Straight track | Unknown BSicon "SKRZ-Ao" | Non-passenger station/depot on track |

|  | Straight track | One way leftward | Unknown BSicon "ABZg+r" |

|  | Straight track |  | Station on track |

|  | Straight track |  | Unknown BSicon "SKRZ-Ao" |

|  | Straight track |  | Non-passenger station/depot on track |

|  | Unknown BSicon "ABZg+l" | Station on transverse track | Unknown BSicon "ABZgr" |

|  | Straight track |  | Small arched bridge over water |

|  | Stop on track |  | Small arched bridge over water |

|  | Unknown BSicon "ABZl+l" | Stop on transverse track | Junction both to and from right |

|  | Non-passenger station/depot on track |  | Unknown BSicon "SKRZ-Ao" |

|  | Unknown BSicon "SKRZ-Ao" |  | Non-passenger station/depot on track |

|  | Stop on track | Unknown BSicon "exSTR+r" | Unknown BSicon "exSKRZ-Mo" |

|  | Unknown BSicon "SKRZ-Au" | Unknown BSicon "exSTR" | Unknown BSicon "exKBHFe" |

|  | Straight track | Unknown BSicon "exWBRÜCKE2" |  |

|  | End station | Unknown BSicon "exSTRr" |  |

Nordic Ski Center eller NSC, är världens längsta sammanhängande skidspårsystem. Det ligger i Funäsdalsfjällen, Härjedalen. Längdspårsystemet är över 300 kilometer långt och består av ett antal spårcentraler, vars spår binds samman med så kallade transitspår. 
Från Funäsdalen, som är systemets centralort, kan man med transitspår nå Ramundberget via Bruksvallarna, och Fjällnäs via Tänndalens skidstadion.
Samtliga spår prepareras med pistmaskin och är öppna för både för klassisk och fristilsåkning/skate. 
Spårsystemet har på flera platser utrustats med skidbroar över vägar och vattendrag och med raststugor med eldningsmöjlighet. Vid samtliga vägskäl finns tydliga riktningsvisare med distansangivning.
Spåren går i allt från tallskog i Tännäs till högt upp på kalfjället i Bruksvallarna. Det finns spår i alla svårighetsgrader. 
Flera internationella tävlingar har arrangerats i systemet, i orterna Bruksvallarna och Funäsdalen. Systemet har då och då fått agera reservort för andra platser med brist på snö. Det har byggts en snökanonanläggning i Bruksvallarna för att kunna tidigarelägga säsongsstarten där. Planer finns även på en ny skidstadion i byn.[källa behövs]